# Станислав Ковалски
Станислав Ковалски (Роговек, 14. април 1910 — Свидњица, 5. април 2022) био је пољски суперстогодишњак и спортиста који је у доби од 105 година постао најстарији икада такмичар спорта у новоформираној категорији (105 и више година) у спринту, бацању кугле и бацању диска.

## Биографија
Ковалски је рођен 14. априла 1910. у селу Роговек, тада делу Конгресне Пољске у саставу Руске Империје, где је живео до краја 1930-их. Након женидбе преселио се у Брзењницу . Године 1952, због проширења граница војног полигона, морао је да се исели из своје новосаграђене куће и да живи у Доњој Шлезији у селу Кшидлина Вјелка, где је водио малу фарму и радио као железнички радник. Живео је у Свидници од 1979.  Мајка Ковалског је доживела 99. година. Деценијама је путовао на посао на бициклу без обзира на временске прилике напољу.

## Спортска каријера
Када је учествовао на пољским ветеранским првенствима 28. јуна 2015. године у Торуну у Пољској, постао је најстарији спортиста на свету. Тог дана, Ковалски је трчао на 100 метара за 34,50, избацио хитац 4,27 м и бацио диск 7,50 м.
Такмичећи се на тим догађајима, он је надмашио достигнућа американца Јохана Вајтмора, који се такмичио са 104 године и 10 месеци. Обзиром на то да је имао више од 105 година, захтевао је стварање нове старосне категорије за светске атлетичаре, настала је дивизија М 105 и он је био једини члан који се такмичио. Тако су сви његови наступи уједно били и светски рекорди. Хидекихи Миазаки, јапански спринтер на 100 метара напунио је 22. септембра 2015. 105 година и два дана касније придружио се Ковалском као други такмичар у дивизији, иако је Ковалски био старији 77 дана када се такмичио. Миазаки је умро 23. јануара 2019.
У 104. години, Ковалски је проглашен за најстарију особу у Европи која је трчала на 100 метара након трчања у Вроцлаву у Пољској, 10. маја 2014. и постао европски рекордер у тој дисциплини, оборивши претходни рекорд. Својој дуговечности приписује то што никада није отишао код лекара и радио шта год жели. Такође каже да не једе много током вечери.

## Дуговечност
Ковалски је постао најстарији живи мушкарац у Пољској након смрти 108 годишњег Јозефа Зурека 20. марта 2018. године, а 14. априла 2020. постао је суперстогодишњак. Он је у тренутку смрти био друга најстарија особа у Пољској иза Текле Јуњевич, као и најстарији мушкарац који је икада живео у Пољској.
Дана 18. јануара 2022. године, након смрти 112-годишњег Сатурнина де ла Фуенте Гарсије из Шпаније, постао је најстарији живи мушкарац у Европи.
Изненада је преминуо 5. априла 2022. године у доби од 111 година и 356 дана, само 9 дана пре свог 112. рођендана.